# Parashorea macrophylla
Espèce
Classification phylogénétique
Statut de conservation UICN

 NT  : Quasi menacé
 Parashorea macrophylla est un grand arbre sempervirent de Bornéo.

## Répartition
Endémique aux forêts primaires sur sol argileux humide du Brunei Darussalam et du Sarawak.

## Préservation
Menacé par la déforestation et l'exploitation forestière.